# Синдром на разрушената пчелна колония
Синдромът на разрушената пчелна колония (СРПК, познат и като синдром на празния кошер) (на английски: Colony Collaps Disorder - CCD) е зле изучено природно явление, при което медоносните пчели-работнички изчезват.
Терминът е въведен през 2005 г. в САЩ и приет от ЕС с доклади от 2006 г. и 2008 г., с който се описва неочаквано и необичайно опразване на кошерите в много страни и различни райони по света.
В историята на пчеларството е имало много случаи на рязко намаляване на популацията от пчели, но СРПК се изразява в масово изчезване на индивиди и драстично намаляване на популации. Определението на английски е Colony Collapse Disorder, а самото явление е засечено за пръв път в САЩ. Общо 21 от американските щати са докладвали случаи на СРПК през последните години. Масови изчезвания на пчели от кошери е имало и в Канада, Белгия, Великобритания, Франция, Холандия, Гърция, Италия, Австралия, Португалия, Германия и Швейцария.
Предполага се, че СРПК се причинява от инсектицидите по растенията, но според учените причини за това могат да бъдат промени в околната среда на пчелите, паразити, геномодифицирани култури, както и новоидентифицираната остра вирусна парализа. Синдромът се характеризира с изчезването на пчелите-работнички от кошера, като изоставят царицата и оплодените яйца, заедно с голямо количество мед и прашец в кошера.

## Мнение на български пчелари и изследователи
Иван Белишки го описва в публикациите си като „Синдром на неукия пчелар“. Изказва хипотезата, че пчелите не изоставят пилото и семейството просто така-причините може да са следните:
- Вароатоза
- РНК вируси;
- пестициди (неоникотиноиди);
- Неправилно третиране на пчелното семейство;
- ГМО култури;
- Алуминий и съединенията му.

Той се уповава на факта, че младите пчели се грижат за пилото – топлят го и го хранят. Даже и при преместване на питата с пило на друго място (например създаване на отводка) пчелите остават неотлъчно до пилото. Дори през зимата те топлят пилото. Затова понякога умират кошери с добри медови запаси- вместо да консумират от меда в крайните пити пчелите се грижат за ларвите и умират от гладна смърт. Това е факт, от който няма известни изключения, освен „феноменът“ СРПК. Според Белишки грешката не е у пчелите, а у пчеларя. Той излага и аргументите че повечето от препаратите са с изключително ниско съдържание на активни съставки и те вместо да лекуват правят вредителите и вирусите резистентни и нелечими:
| „ | Факт е че производството на лекарствени продукти, било то и за пчели, е една голяма индустрия. Големите на пазаря нямат изгода от здрави кошери, защото няма на кого да продадат продуктите си. След направени тестове на едни от най-масовите препарати, използвани в България се оказва че те са крайно неефективни. Така че препаратите правят вирусите и вредителите резистентни... Факт е че в страните в които Американският гнилец се лекува, част от антибиотиците са разрешени и се предлагат качествени лекарства нямат проблеми със СРПК, акар, нозематоза и други ... Също така преди години, когато третирането се е извършвало с органични киселини и други средства, които пчеларите сами са набавяли не е имало проблеми и загиналите семейства са били изключение. А СРПК се появява в последните години... | “ |

## В България
Поради предположения че СРПК се дължи на неоникотиноиди (вид пестициди) през пролетта на 2015 година група пчелари започват да организират протести срещу използването им. Първият протест се състои на 11 юни 2015 г. пред Народното събрание и е организиран от Даниела Челебиева, екологът и микробиолог проф. Янаки Караджов, Иван Белишки, инж. М. Михайлов и членовете на Съюз на българските пчелари (СБП). Събират се над 350 пчелари от цялата страна.
След тази акция следват още няколко, най-голямата от които се организира отново от инж. Михайлов и Иван Белишки и се състои на 25 март 2016 пред МЗХ. Исканията са за окончателна забрана за използването на неоникотиноиди. След последвалата тричасова среща в МЗХ е решено да се наложи окончателна забрана за използването на неоникотиноиди.
- Организаторите на протеста, вляво Иван Белишки (организатор)
- Участници в протеста-пчелари и еколози от цялата страна. На преден план – инж. М. Михайлов (организатор)